# Castanotherium castaneum
Castanotherium castaneum är en mångfotingart som först beskrevs av Newport 1844.  Castanotherium castaneum ingår i släktet Castanotherium och familjen Zephroniidae. Inga underarter finns listade i Catalogue of Life.